# 비결정론
비결정론(非決定論)은 인간의 의지는 인과율(因果律)에 사로잡히지 않는다는 사고방식이다. 결정론에 대립되는 입장으로, 기회(chance)와 관련되어 있다.
이 생각은 또한 적극적으로, 의지는 인과에 사로잡히지 않으므로 스스로의 결의(決意)에 따라서 인과율에 의한 현상(現象)을 스스로가 시작할 수 있다고 한다. 그리고 거기에서 의지의 자유를 찾는다.

## 같이 보기
- 격변설
- 자유의지
- 운수
- 무작위성
- 불확실성